# Les Gavinetes

Les Gavinetes, respecte del terme de Granera

Les Gavinetes és un indret a cavall dels termes municipals de Castellterçol i de Granera, a la comarca del Moianès.
Està situat a l'extrem occidental del terme castellterçolenc i a l'oriental del de Granera, a ponent de les Sorreres i a llevant de l'extrem sud-est de les Roques de Puigdomènec, al sud de la capçalera del torrent de les Gavinetes. És una cruïlla d'antics camins enlairada dalt d'un serradet, en una zona boscosa de muntanya. El seu vessant de llevant pertany a Castellterçol, i el de ponent, a Granera.